# Eficiencia
Según el Diccionario de la Real Academia Española, la eficiencia (del latín eficientĭa) es la capacidad de disponer de alguien o algo para conseguir el cumplimiento adecuado de una función.
No debe confundirse con la eficacia, que se define como "la capacidad de lograr el efecto que se desea o se espera". Eficacia es la capacidad de realizar un efecto deseado, esperado o anhelado. En cambio, eficiencia es la capacidad de lograr ese efecto en cuestión con el mínimo de recursos posibles o en el menor tiempo posible.

## Usos
- En física, la eficiencia de un proceso o de un dispositivo es la relación entre la energía útil y la energía invertida.
- En la economía, la eficiencia es la cantidad mínima de inputs (horas-hombre, capital invertido, materias primas, etc.) para obtener un nivel o grado de datos de outputs (ganancias, objetivos cumplidos, productos, etc.). Actualmente, este concepto suele aplicarse a través de metodologías de frontera como el análisis DEA (Data Envelopment Analysis). Entre las diversas aplicaciones y estudios disponibles en el tema se encuentran los realizados por Suisiluoto (2001), y Loikkanen (2002) en Finlandia para un estudio de regiones; los de Giménez (2003) en España en gastronomía y Arieu (2004) en Argentina en la industria portuaria.
- En administración (management) se puede definir la eficiencia como la relación entre los logros conseguidos con un proyecto y los recursos utilizados en el mismo. Se entiende que la eficiencia se da cuando se utilizan menos recursos para lograr un mismo objetivo. O al contrario, cuando se logran más objetivos con los mismos o menos recursos.
- En fundamentos de los sistemas de información, eficacia es conseguir algo y eficiencia, conseguirlo y a tiempo
- En agricultura, la eficiencia del riego es el porcentaje del volumen de agua derivada en un sistema de riego con relación al volumen de agua efectivamente, utilizado por las plantas.
- En estadística, la eficiencia de un estimador es una media de su varianza.
- En salud, la eficiencia se refiere a la consecución de un objetivo sanitario a un mínimo costo.
- En diagnóstico, representa el porcentaje de la población que se clasifica correctamente tras una prueba de corte.